# Боуи, Лес
Лесли «Лес» Боуи (англ. Leslie "Les" Bowie) (10 ноября 1913 — 27 января 1979) — художник по спецэффектам канадского происхождения, работавший в основном в Великобритании.

## Карьера
Лесли Боуи начал свою карьеру в качестве художника по матовой живописи в 1946 году. Его работы нашли место в классических фильмах, таких как «Большие надежды» (1946), «Оливер Твист» (1948) и «Красные башмачки» (1948).
Он создал свою собственную компанию в 1951 году и работал фрилансером над проектами для относительно малобюджетных студий, таких как Hammer Films и Oakmont Productions.
Его фильмы для Hammer включали; «Эксперимент Куотермасса» (1955), «Дракулу» (1958) и «Поцелуй вампира» (1963), а для Oakmont были «Штурм железного побережья» (1967), «Субмарина Х-1» (1968) и «Эскадрилья «Москито»» (1969).
Боуи работал с Рэем Харрихаузеном над фильмами с покадровой анимацией; «Ясон и аргонавты» (1963), «Первые люди на Луне» (1964), «Миллион лет до нашей эры» (1966) и «Синдбад и глаз тигра» (1977).
Среди его известных фильмов, не связанных с Hammer и Oakmont, были «День, когда загорелась Земля» (1961), «451 градус по Фаренгейту» (1966), «Казино „Рояль“» (1967) и «Бюро убийств» (1969).
Он также был одним из членов команды художников по визуальным эффектам, получившей премию «Оскар» и премию Британской Академии в области кино за работу над фильмом 1978 года «Супермен», специализируясь на матах и комбинациях.